# Andrzej Wajda
Andrzej Witold Wajda (ur. 6 marca 1926 w Suwałkach, zm. 9 października 2016 w Warszawie) – polski reżyser filmowy i teatralny. W latach 1989–1990 dyrektor artystyczny Teatru Powszechnego w Warszawie. W latach 1989–1991 senator I kadencji. Kawaler Orderu Orła Białego.
Popularność przyniosły mu filmy inicjujące tzw. polską szkołę filmową: Kanał oraz Popiół i diament, w których dokonywał rozrachunku z czasami II wojny światowej. Dokonał ekranizacji wielu dzieł literackich, jak Popioły, Brzezina, Wesele, Ziemia obiecana, Panny z Wilka i Pan Tadeusz. Współtworzył kino moralnego niepokoju, w którego ramach powstały osadzone w tematyce społecznej, demaskujące patologie systemu komunistycznego w Polsce filmy: Człowiek z marmuru i jego kontynuacja Człowiek z żelaza, która została nagrodzona Złotą Palmą na 34. MFF w Cannes. Do ostatnich dokonań artysty należą: martyrologiczny film Katyń oraz eksperymentalny Tatarak. Reżyser zainicjował również powstanie istniejącego w latach 1972–1983 Zespołu Filmowego „X”, Mistrzowskiej Szkoły Reżyserii Filmowej utworzonej w 2002 oraz autorskiego studia filmowego. Jego działalność teatralna obejmowała wystawianie sztuk w teatrach gdańskich, warszawskich, krakowskich (Z biegiem lat, z biegiem dni…) oraz za granicą.
Jego twórczość nawiązywała do polskiego symbolizmu i romantyzmu, była próbą rozrachunku z mitami polskiej świadomości narodowej. Za zasługi dla rozwoju kinematografii był wielokrotnie nagradzany, między innymi w 2000 otrzymał Nagrodę Akademii Filmowej (Oscara) za całokształt twórczości. Czterokrotnie jego filmy były nominowane do Oscara dla najlepszego filmu nieanglojęzycznego. Za całokształt twórczości wyróżniony także honorowym Złotym Niedźwiedziem, Cezarem oraz Złotym Lwem.

## Życiorys

### Młodość i wykształcenie
Ojcem Andrzeja Wajdy był zawodowy wojskowy Jakub (1900–1940), syn Kazimierza Waydy. Matka reżysera, Aniela z domu Białowąs (1901–1950), pracowała jako nauczycielka. Jego brat Leszek (1927–2015) był artystą plastykiem i scenografem. Andrzej Wajda urodził się i początkowo wychowywał w Suwałkach; w 1934 cała rodzina przeprowadziła się do Radomia, co było związane z awansem Jakuba Wajdy na stopień kapitana. Rodzice zapisali go do Publicznej Szkoły Podstawowej nr 15 im. Mikołaja Reja. W 1938 został harcerzem w 20. Radomskiej Drużynie Harcerskiej, gdzie uzyskał rangę zastępowego.
Andrzej Wajda z ojcem rozstał się pod koniec sierpnia 1939, gdy ten wraz z 72 Pułkiem Piechoty opuścił Radom i wziął udział w przygotowaniach do obrony Polski przed niemiecką agresją. Gdy 8 września 1939, tydzień po wybuchu II wojny światowej, Niemcy wkroczyli do miasta, znalazło się ono w granicach Generalnego Gubernatorstwa. Z polityki okupantów wynikał określony przepisami zakaz pobierania przez Polaków nauki w szkole średniej; toteż zamiast podjąć naukę w gimnazjum, Andrzej Wajda zdecydował się na pójście do siódmej klasy szkoły powszechnej. Ukończył ją w czerwcu 1940. Tymczasem jego ojciec, po trafieniu do niewoli radzieckiej w kwietniu 1940, padł ofiarą zbrodni katyńskiej, o czym jego rodzina początkowo nie wiedziała.
Ostatecznie Andrzej Wajda rozpoczął dalszą naukę w gimnazjum na tajnych kompletach. Przerwał jednak ją już po pierwszym roku z powodów finansowych; w celu utrzymania rodziny wraz z bratem Leszkiem podejmował pracę zarobkową w Landwirtschaft Zentrale, gdzie pełnił funkcję magazyniera, a następnie tragarza i pomocnika bednarza. Mimo ciężkiej sytuacji życiowej zainteresował się malarstwem, uczestnicząc w pracach konserwacyjnych i okresowo pobierając nauki w szkole malarskiej w Krakowie. W połowie 1942 wstąpił do Armii Krajowej, gdzie pełnił funkcję łącznika na terenie Radomia. Wczesną jesienią 1943 dowiedział się jednak, że osoby z podziemia, które znał, padły ofiarą zasadzki zastawionej przez radomskie Gestapo. Ukrywał się następnie w Krakowie aż do późnej wiosny 1944, gdy okazało się, że owi żołnierze zostali zamordowani. Wówczas powrócił do Radomia, gdzie zapisał się do Koedukacyjnego Gimnazjum i Liceum dla Dorosłych „Przyszłość”.
W 1946 rozpoczął studia malarskie na Akademii Sztuk Pięknych w Krakowie. Jeszcze przed złożeniem dokumentów zamierzał odwiedzić swojego byłego nauczyciela Wiktora Langnera. Kilka dni przed wizytą Wiktor Langner został jednak aresztowany; Andrzeja Wajdę zatrzymano w Krakowie, skąd trafił do komendy wojewódzkiej Ministerstwa Bezpieczeństwa Publicznego. Wydostał się z niej dzięki koneksjom swojego stryja Gustawa, dzięki czemu mógł rozpocząć studia. Miał już za sobą kilka prac malarskich, między innymi Przedmieście Krakowa (1943). Podczas studiów na ASP dołączył do Grupy Młodych Plastyków, inspirowanej nurtami prymitywizmu, surrealizmu i abstrakcjonizmu. Tam stworzył takie obrazy jak Mózg hydraulika (1947, druga wersja 1950), Las w górach, Wschodnie miasto i Rajski ptak (1948). Jesienią 1948 dołączył do Grupy Samokształceniowej prowadzonej przez Andrzeja Wróblewskiego. W lipcu 1949 Andrzej Wajda zrezygnował jednak ze studiów na akademii, wraz z Konradem Nałęckim podejmując studia z zakresu reżyserii w Wyższej Szkole Filmowej w Łodzi. Studia ukończył w 1953, ale dyplom otrzymał dopiero w 1960; wynikało to z faktu, iż nie udało mu się wcześniej wykonać pracy dyplomowej.

### Twórczość filmowa

#### 1950–1959
Na początku lat 50. Andrzej Wajda zadebiutował trzema etiudami szkolnymi: fabularnym Złym chłopcem (1951) na podstawie noweli Antona Czechowa, dokumentalną Ceramiką iłżecką (1951) oraz dokumentalną Kiedy ty śpisz (1953). Sam reżyser uznał je za nieudane, co wynikało z amatorskiego wykonania pierwszej z nich, interwencji „koleżeńskiego kolektywu” w przypadku drugiej oraz nietrafionego konceptu trzeciej. Żadna z jego etiud nie została więc zgłoszona do pracy dyplomowej. Młody filmowiec miał wziąć także udział w reżyserii socrealistycznego filmu Cztery opowieści, do którego napisał scenariusz, jednak projekt jego nowelki Kasia z tkalni numer trzy został odrzucony przez kierownictwo szkoły, a film ostatecznie otrzymał nazwę Trzy opowieści. Po ukończeniu łódzkiej szkoły filmowej Andrzej Wajda stał się współpracownikiem Aleksandra Forda, pracując przy jego filmach Młodość Chopina i Piątka z ulicy Barskiej.
Pełnometrażowym debiutem fabularnym reżysera było Pokolenie na podstawie powieści Bohdana Czeszki. Film ten, oparty na porzuconym projekcie Forda, został wyprodukowany w 1954 i miał premierę rok później; pojawiła się w nim plejada młodych aktorów, wśród nich Tadeusz Janczar, Roman Polański, Tadeusz Łomnicki i Zbigniew Cybulski. Traktował on o młodych aktywistach Gwardii Ludowej, którzy podczas II wojny światowej organizują konspirację przeciwko hitlerowcom. Na ogólny wydźwięk filmu przełożyły się dramatyczne przeżycia wojenne części ekipy filmowej z okresu wojny. Pokolenie zostało życzliwie przyjęte przez anglojęzycznych krytyków ze względu na sprawną reżyserię i dobrze ocenianą grę aktorską. Z czasem uznano je za otwarcie trylogii wojennej Andrzeja Wajdy. Krytycznie natomiast odnieśli się do niego zarówno aktywiści komunistyczni ze względu na przełamanie przez reżysera schematów socrealizmu, jak i Polacy na emigracji (między innymi Marek Hłasko) z powodu fałszowania historii. Treść Pokolenia ukierunkowana była na edukację do komunizmu, żołnierze Armii Krajowej zostali w nim ukazani w sposób negatywny na tle młodych socjalistów. Elementy socrealizmu zachowały się również w kręconym w 1955 dokumencie Idę do słońca, będącym reportażem poświęconym twórczości cenionego wówczas rzeźbiarza Xawerego Dunikowskiego. Naprędce stworzony komentarz osłabiał jednak wymowę filmu, a sam reżyser negatywnie ocenił, że nie umożliwił zabrać głosu samemu rzeźbiarzowi.
Międzynarodowy sukces Andrzej Wajda odniósł dopiero po premierze filmu Kanał, drugiego ogniwa trylogii wojennej, wyprodukowanego w 1956 na podstawie opowiadania Jerzego Stefana Stawińskiego. Tematem tego dzieła była agonia powstania warszawskiego i żołnierzy Armii Krajowej próbujących przetrwać zacięte walki. Recepcja krytyczna Kanału pierwotnie była negatywna; krytykowano w nim brak elementów heroicznych i niezgodne z realiami przedstawienie walk powstańczych. Jednocześnie ze względu na swoje wybitne walory artystyczne Kanał otrzymał Srebrną Palmę na Międzynarodowym Festiwalu Filmowym w Cannes, zapoczątkowując polską szkołę filmową i zwracając uwagę świata na polską kinematografię. Pozycję nowej postaci w światowym kinie reżyser ugruntował trzecią częścią trylogii wojennej, filmem Popiół i diament wyprodukowanym w 1958. Powstał on na kanwie powieści Jerzego Andrzejewskiego pod tym samym tytułem, ale przesłanie w nim zawarte było inne niż w utworze literackim. Andrzej Wajda głównym bohaterem filmu uczynił nie komunistę Szczukę, ale byłego żołnierza Armii Krajowej Macieja Chełmickiego, granego przez Zbigniewa Cybulskiego. Wyraźnie okazywał sympatię postawionym w tragicznej sytuacji członkom polskiego podziemia:

Przy akompaniamencie tang i fokstrotów bohater filmu, Maciek Chełmicki, szuka odpowiedzi, jak żyć dalej – jak zrzucić dławiący bagaż przeszłości, rozwiązuje odwieczny dylemat żołnierza. Słuchać czy myśleć. A jednak Maciek zabije… Woli zabić człowieka, nawet wbrew sobie, niż oddać broń; postąpi jak przedstawiciel tego pokolenia, które liczy tylko na siebie i na pistolet dobrze ukryty, pewny i nie chybiący. Kocham tych nieustępliwych chłopców, rozumiem ich. Chcę moim skromnym filmem odkryć przed widzem kinowym ten skomplikowany i trudny świat pokolenia, do którego i ja sam należę.

Popiół i diament, ukazawszy się na ekranach kin, wzbudził negatywne reakcje ze strony polskich komunistów, którzy nie dopuścili do jego uczestnictwa w konkursie głównym na Międzynarodowym Festiwalu Filmowym w Wenecji. Mimo to poza konkursem zdobył nagrodę Międzynarodowej Federacji Krytyków Filmowych. Dzięki swym walorom artystycznym oraz wyrazistej grze Zbigniewa Cybulskiego film został uznany za arcydzieło polskiej kinematografii.
W 1959 Andrzej Wajda wyreżyserował kolejny film mierzący się z mitem romantycznego bojownika o wolność: Lotną, traktującą o losie polskich ułanów podczas kampanii wrześniowej. Sekwencja ukazująca szarżę kawalerii polskiej na czołgi wzbudziła burzliwą dyskusję, a sam film spotkał się z negatywnym odzewem ze strony polskich krytyków. Francuski reżyser François Truffaut określił Lotną jako jeden z „wielkich chorych filmów”.

#### 1960–1969

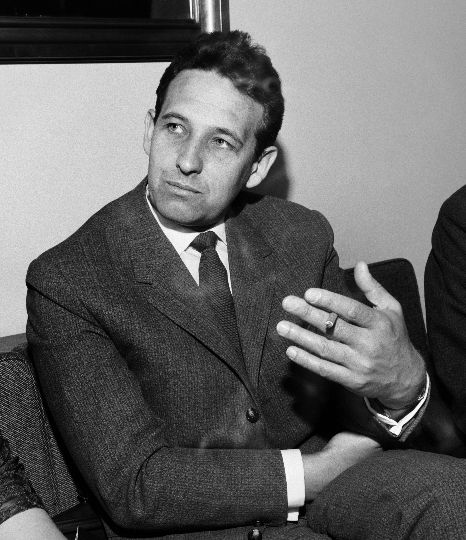
Andrzej Wajda (1963)

Pierwszym filmem Andrzeja Wajdy w kolejnej dekadzie byli Niewinni czarodzieje z 1960 na podstawie scenariusza Jerzego Andrzejewskiego i Jerzego Skolimowskiego; obraz przedstawiał grę miłosną między dwojgiem młodych osób. Ze względu na swobodę obyczajową i jazzową muzykę Krzysztofa Komedy Niewinni czarodzieje wywołali konsternację wśród krytyków, ale z perspektywy czasu film oceniano jako odzwierciedlenie rzeczywistych nastrojów współczesnej młodzieży po odwilży październikowej. Kolejnym filmem reżysera był Samson z 1961 na podstawie powieści Kazimierza Brandysa o młodym Żydzie, który próbuje przetrwać w okupowanej przez Niemców Warszawie. Produkcja rozczarowała jednak krytyków polskich, a sam filmowiec uznał ją za nieudaną adaptację.
Popularność Andrzeja Wajdy przyczyniła się do tego, że zaczął tworzyć także za granicą. W 1962 nakręcił w Jugosławii Powiatową Lady Makbet na podstawie noweli Powiatowa lady Makbet Nikołaja Leskowa, której treścią są losy zesłańców syberyjskich. Powiatowa lady Makbet zyskała w Jugosławii status klasycznego dzieła rodzimego kina. W tym samym roku zrealizował nowelę Warszawa, wchodzącą w skład filmu nowelowego Miłość dwudziestolatków. Treścią polskiej części utworu były relacje młodej kobiety ze studentem pamiętającym czasy okupacji wojennej. Warszawa, obok noweli Antoine i Colette François Truffauta, była traktowana jako jedna z najlepszych części filmu.
Andrzej Wajda stał się ponownie obiektem silnej krytyki za sprawą filmu Popioły na podstawie powieści Popioły Stefana Żeromskiego. Tematem dzieła są losy polskich szwoleżerów u boku Napoleona Bonaparte. W Popiołach główną rolę Rafała Olbromskiego zagrał Daniel Olbrychski, który stał się jednym z wieloletnich współpracowników reżysera; inne kluczowe postacie zagrali Bogusław Kierc, Piotr Wysocki, Pola Raksa i Beata Tyszkiewicz. Film mimo niedoskonałości ról drugoplanowych odegrał ważną rolę w dekonstrukcji mitu bohaterskich żołnierzy polskich; przedstawiono ich – zwłaszcza poprzez przypomnienie ich udziału w tłumieniu powstania niewolników na San Domingo oraz wizję rzezi ludności hiszpańskiej po szarży na Somosierrę – jako okrutników, a zarazem ofiary polityki napoleońskiej. W 1967 Andrzej Wajda zrealizował za granicą obraz Bramy raju na podstawie powieści Jerzego Andrzejewskiego (również zatytułowanej Bramy raju), której tematem była krucjata dziecięca. Film, wyprodukowany w Wielkiej Brytanii i Jugosławii, poniósł jednak klęskę artystyczną, stając się zarazem największym osobistym niepowodzeniem reżysera, któremu nie powiodło się przełożenie na język filmu powieści znanej z nieprzerwanego strumienia świadomości.
Tragiczna śmierć Zbigniewa Cybulskiego w styczniu 1967 stała się dla Andrzeja Wajdy punktem wyjścia do opowiedzenia o fenomenie aktora. Wszystko na sprzedaż, ukończone w 1968, przerodziło się jednak w trakcie produkcji w bardziej osobistą opowieść o kulisach produkcji filmowej. W filmie reżyser o imieniu Andrzej (odgrywany przez Andrzeja Łapickiego) mierzył się z koniecznością zastąpienia Zbigniewa Cybulskiego przez innego aktora (Daniela Olbrychskiego). Film stanowił pretekst do wypowiedzi na temat dusznej atmosfery w środowisku filmowym po wydarzeniach marcowych z 1968. Na zaproszenie Andrzeja Wajdy Elżbieta Czyżewska, która po nagonce antysemickiej na jej męża Davida Halberstama przebywała w USA, zagrała małżonkę aktora mszczącą się na próżnym otoczeniu poprzez zaaranżowanie męczącej jazdy na karuzeli. Wszystko na sprzedaż znaczyło również przełom w stylu filmowca. Filmowy Andrzej staje przed wyborem metody realizacji dzieła, którą podsuwają mu dwaj filmowi asystenci: opowiadający się za estetyką Nowej Fali Andrzej Kostenko (w zastępstwie przewidzianego do tej roli Jerzego Skolimowskiego, który również emigrował) oraz sugerujący poetykę cinéma-vérité Witold Holtz; reżyser jednak wybiera własną drogę.
W trakcie zdjęć do Wszystkiego na sprzedaż wyreżyserował krótkometrażową fantastycznonaukową groteskę filmową Przekładaniec, opartą na opowiadaniu Stanisława Lema Czy pan istnieje, Mr Jones? i utrzymaną w stylu pop-art. Jej treścią są losy rajdowca (granego przez Bogumiła Kobielę), który po poważnym wypadku samochodowym zostaje uratowany dzięki przeszczepieniu części organów. Film, poruszający w lekkiej formie filozoficzne dylematy dotyczące kryzysu ludzkiej tożsamości w dobie przeszczepów, był jedyną adaptacją prozy Stanisława Lema, która zadowoliła samego pisarza. Z gorszym odbiorem spotkała się komedia Polowanie na muchy z 1969 na podstawie satyrycznego opowiadania Janusza Głowackiego, z Małgorzatą Braunek jako współczesną modliszką polującą na bezradnych mężczyzn. Małgorzata Radkiewicz pisała, że zawarte w filmie „przerysowania nie świadczą ani o dystansie wobec feminizmu, ani chęci wykpienia czy sparodiowania jego założeń, ale raczej o bezradności twórcy, który wyraźnie nie miał pomysłu na to, jak zaprezentować kobietę przełomu lat 60. i 70.”.

#### 1970–1979

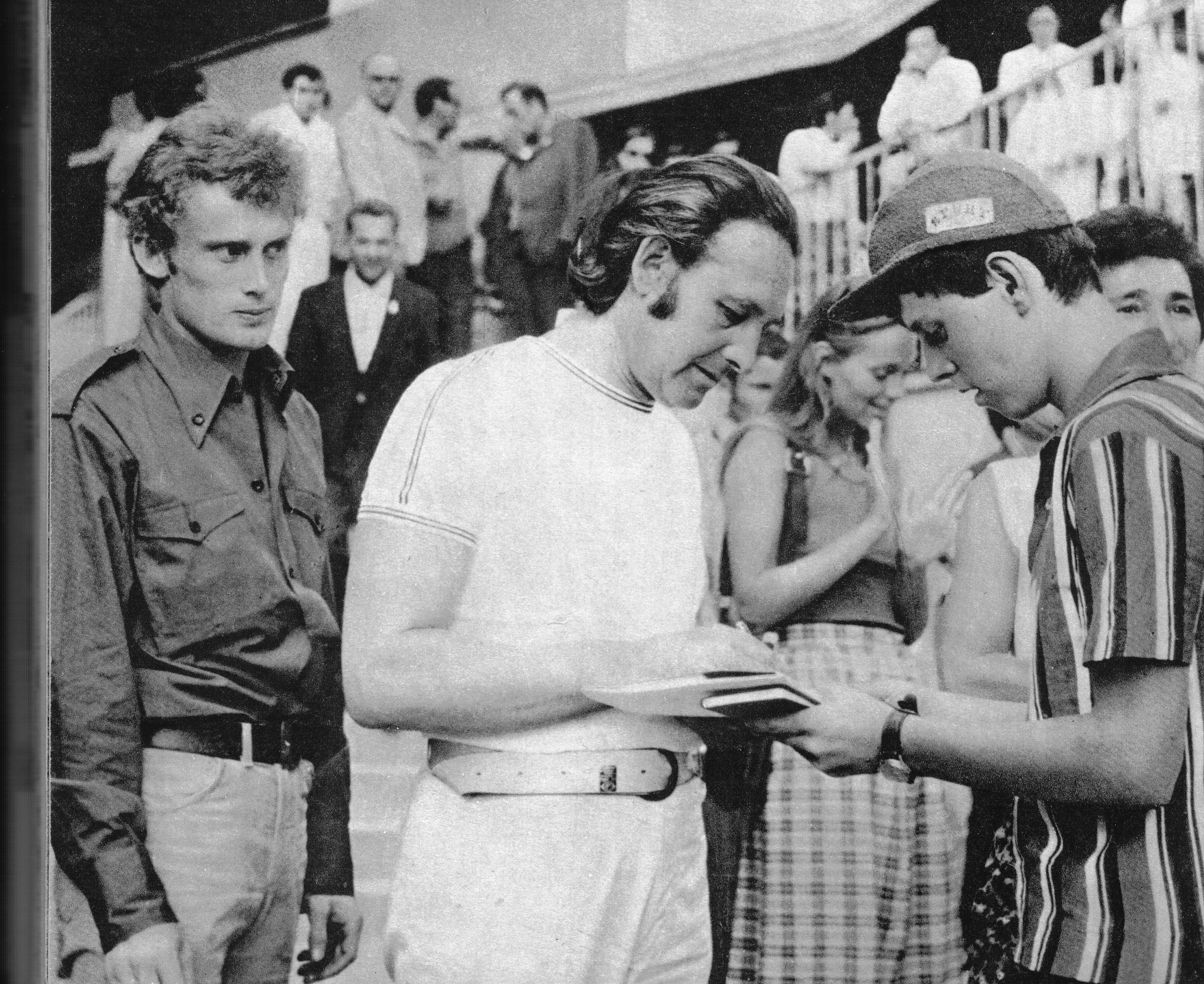
Andrzej Wajda (rozdający autografy) wraz z Danielem Olbrychskim (lata 70.)

Na początku lat 70. Andrzej Wajda podjął ponownie współpracę z Danielem Olbrychskim, który grał główne role w kilku kolejnych jego filmach. We wrześniu 1970 ukazał się Krajobraz po bitwie, oparty na opowiadaniach obozowych Tadeusza Borowskiego, szczególnie Bitwie pod Grunwaldem. Aktor zagrał w nim rolę Tadeusza – cynicznego człowieka obozowego postawionego w obliczu wyzwolenia obozu koncentracyjnego Dachau przez Amerykanów. Ekranizacja drastycznych opowiadań Tadeusza Borowskiego była trudnym przedsięwzięciem dla reżysera, który zamiast opisywać świat analitycznym językiem pisarza zdecydował się skoncentrować na postaci Tadeusza. Film, choć odbiegał od prozy, ceniono za dojrzałość kreacji Daniela Olbrychskiego i Stanisławy Celińskiej.
Wielkim sukcesem Andrzeja Wajdy stała się Brzezina na podstawie opowiadania Jarosława Iwaszkiewicza. Treścią filmu była psychologiczna konfrontacja zgorzkniałego po śmierci żony leśniczego (Daniel Olbrychski) z jego chorującym na gruźlicę bratem (Olgierd Łukaszewicz). Film wyróżniał się wizją plastyczną, porównywaną niekiedy do obrazów Jacka Malczewskiego. Ponadto filmowa Brzezina odznaczała się większym pesymizmem niż opowiadanie; o ile w pierwowzorze śmierci towarzyszy nadzieja na zmartwychwstanie, tu „wyłącznym horyzontem odniesienia bohaterów jest świadomość końca egzystencji”. Brzezina została doceniona za granicą, zdobywając między innymi złoty medal na Międzynarodowym Festiwalu Filmowym w Moskwie. W 1971 Andrzej Wajda zrealizował w niemieckiej Norymberdze film Piłat i inni, osnuty wokół wątku śmierci Jezusa Chrystusa z powieści Michaiła Bułhakowa Mistrz i Małgorzata. W tej kameralnej produkcji rolę Jeszui Ha-Nocriego zagrał Wojciech Pszoniak, a jego ucznia – Daniel Olbrychski. Piłat i inni spotkał się jednak z obojętnością niemieckich krytyków, których raziło umiejscowienie akcji obrazu w pohitlerowskim krajobrazie.
W 1972 reżyser zajął się adaptacją filmową dramatu Stanisława Wyspiańskiego pod tytułem Wesele. Filmowe Wesele, którego scenariusz stworzył Andrzej Kijowski, a do którego zdjęcia wykonał Witold Sobociński, było wyreżyserowaną w konwencji realistycznej ekranizacją sztuki symbolicznej. Dzieło wzbudziło uznanie krytyków, którzy chwalili realizację filmu (w tym kręcone w trudnych warunkach zdjęcia). Krzysztof Teodor Toeplitz docenił filmowe Wesele jako pokaz wyższości kina nad teatrem. Przy produkcji filmu brał udział nowo stworzony przez Andrzeja Wajdę Zespół Filmowy „X”, działający do 1983, w którym działali tacy reżyserzy, jak Agnieszka Holland, Feliks Falk i Barbara Sass.

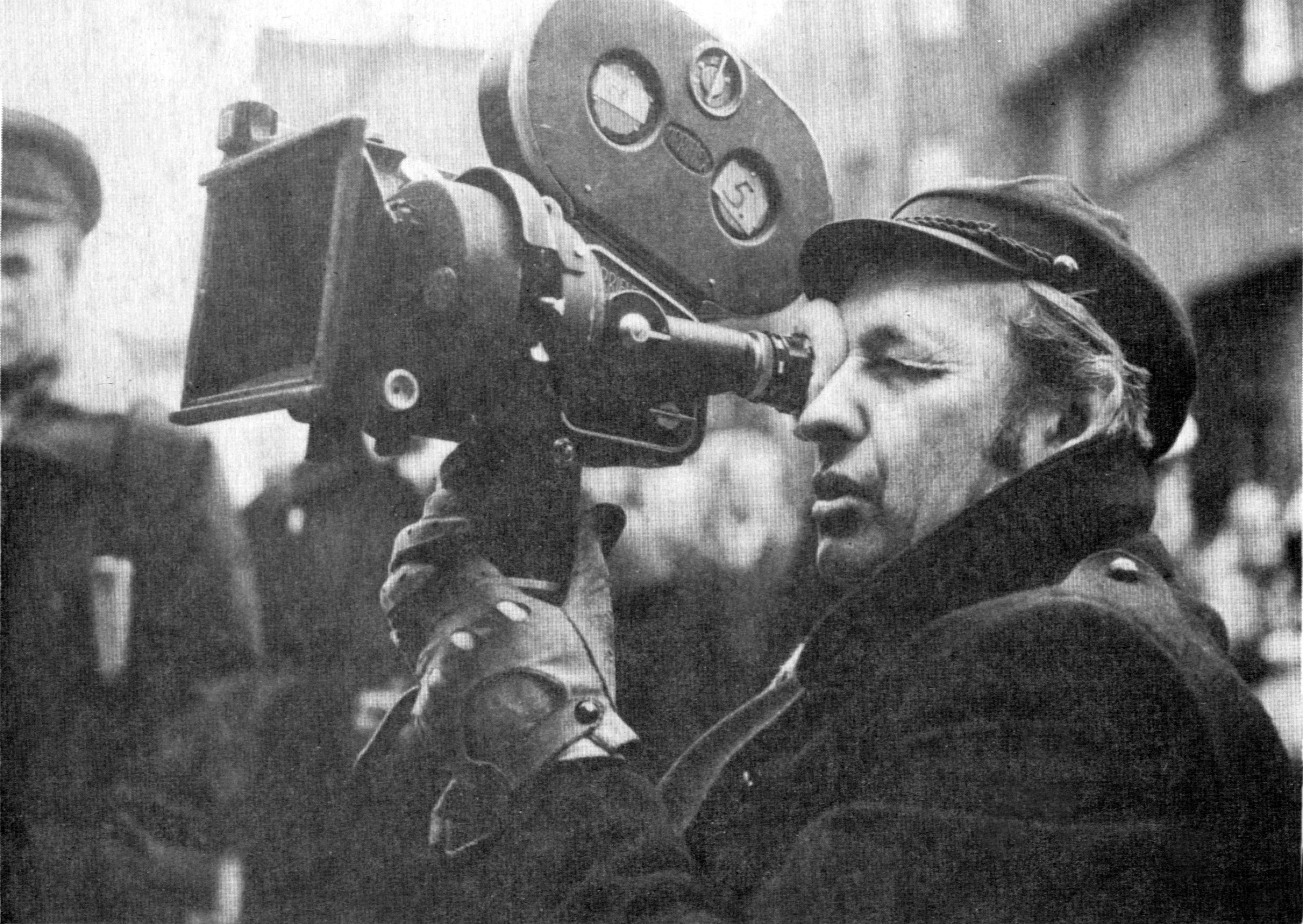
Andrzej Wajda na planie filmu Ziemia obiecana (1974)

Kolejnym sukcesem była Ziemia obiecana na podstawie powieści Władysława Reymonta, której główną tematykę stanowiły namiętności i szalejący kapitalizm w dziewiętnastowiecznej Łodzi. Główne role młodych kapitalistów zakładających własny interes zagrali w nim Daniel Olbrychski, Wojciech Pszoniak i Andrzej Seweryn, natomiast muzykę skomponował Wojciech Kilar. Reżyser bardzo sceptycznie podszedł do dzieła literackiego, które było pisane na zamówienie Stronnictwa Narodowo-Demokratycznego i miało wymowę dosłownie antysemicką. Osłabił wręcz antysemicką wymowę pierwowzoru; w filmie grany przez Wojciecha Pszoniaka Żyd Moryc Welt, zamiast zwracać się przeciwko Karolowi Borowieckiemu (jak w pierwowzorze), zdecydowanie wspierał główną postać utworu. Adaptacja była pozbawiona złudzeń co do możliwości przetrwania uczciwych jednostek w kapitalistycznym świecie. W pełnym świadomej brzydoty i drastyczności dziele dostrzegano wyrazistą analizę wynaturzenia dzikiego kapitalizmu. Film zdobył uznanie krajowych krytyków: Konrad Eberhardt nazwał go „fascynującym widowiskiem”, a Tadeusz Sobolewski – najlepszym polskim filmem wszech czasów, dostrzegając w nim analogię do sytuacji w Polsce w czasach współczesnych jego powstawaniu. Adaptacja tej powieści noblisty otrzymała Grand Prix na Festiwalu Polskich Filmów Fabularnych oraz Złoty Medal na MFF w Moskwie. Odmiennie przyjęto obraz w Stanach Zjednoczonych: Ziemia obiecana, która była tworzona z zamiarem emisji w USA i została nominowana do Oscara, spotkała się z oskarżeniami o antysemityzm i nie doczekała się tam premiery kinowej. Później Andrzej Wajda zrealizował film Smuga cienia na podstawie powieści Josepha Conrada, opowiadający o młodym oficerze marynarki (Marek Kondrat) wyruszającym w rejs do Singapuru. Film spotkał się z różnorodnymi reakcjami krytyków: o ile Aleksander Jackiewicz uznał go za udaną adaptację z odniesieniami do symbolizmu, o tyle Michał Komar ocenił Smugę cienia jako film nieudany.
Szczególny zwrot w twórczości reżysera nastąpił w 1975. Andrzej Wajda, dotychczas unikający otwartego odnoszenia się do systemu władzy komunistycznej w Polsce, wystąpił wraz z innym reżyserem, Krzysztofem Zanussim, na Forum Filmowców w Gdańsku. Obaj zarzucili kontrolującym obieg filmowy decydentom hamowanie swobody twórczej, co – ich zdaniem – skłaniało młodych twórców do skupiania się bardziej na tematyce historycznej niż współczesnej. Wyrazem tego buntu były prace nad filmem Człowiek z marmuru, opartym na zapomnianym scenariuszu Aleksandra Ścibora-Rylskiego. Władze zamierzały nie dopuścić filmu do publikacji, a także naciskały na usunięcie z czołówki nazwiska współpracującej z Andrzejem Wajdą Agnieszki Holland. Film ukazał się jednak w kinach dzięki wstawiennictwu Józefa Tejchmy (członka Biura Politycznego KC PZPR) i poważaniu, jakim reżyser cieszył się wśród nomenklatury. Człowiek z marmuru miał premierę w 1977. Jego bohaterką jest młoda studentka reżyserii (debiutująca na ekranie Krystyna Janda), która odkrywa mroczną prawdę o zapomnianym przodowniku pracy (Jerzy Radziwiłowicz). Film otrzymał nagrodę FIPRESCI na MFF w Cannes i został pozytywnie przyjęty przez krytyków zagranicznych (polska prasa odnosiła się z niechęcią do filmu), którzy chwalili odwagę reżysera i nazwali Człowieka z marmuru kamieniem milowym w historii polskiego kina. Film ten stanowi manifest kina moralnego niepokoju.

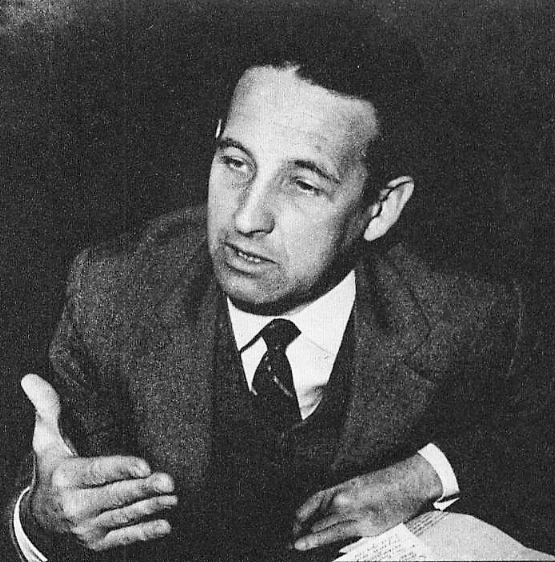
Andrzej Wajda na IV Zjeździe Stowarzyszenia Filmowców Polskich (1978)

Po Człowieku z marmuru Andrzej Wajda powrócił na krótko do kręcenia filmów dokumentalnych. W 1976 nakręcił Umarłą klasę, zapis tytułowej sztuki reżysera teatralnego Tadeusza Kantora, a w 1978 – Zaproszenie do wnętrza, które było opisem wystawy niemieckiego artysty Ludwiga Zimmerera. Reżyser nie przestał jednak pracować nad filmami fabularnymi. W 1978 powstał obraz Bez znieczulenia, jego treścią były losy poważanego dziennikarza, który po ujawnieniu nieprawomyślnych poglądów zostaje usunięty z pracy i staje przed obliczem rozwodu z żoną. Rolę publicysty zagrał w filmie Zbigniew Zapasiewicz. Andrzej Wajda analizował za pośrednictwem tego dzieła zarówno kryzys małżeński, jak i w mniejszym stopniu mechanizmy doprowadzające niewinnego człowieka do zagłady. Ostry w wymowie Bez znieczulenia wzbudził burzliwą reakcję krytyków i otrzymał Grand Prix na Festiwalu Polskich Filmów Fabularnych w Gdańsku. Tymczasem reżyser, który po Smudze cienia nie zamierzał kręcić kolejnych adaptacji dzieł literackich, zdecydował się na ekranizację opowiadania Jarosława Iwaszkiewicza. Panny z Wilka (1979) w jego wydaniu, których głównym bohaterem był człowiek wracający do miejsca swej młodości (Daniel Olbrychski), zostały rozbudowane o ledwo wspomniane w utworze literackim wątki (na przykład motyw śmierci i przemijania). Chwalony za grę aktorską film został nominowany do Oscara dla najlepszego filmu nieanglojęzycznego. W 1979 Andrzej Wajda zrealizował także film dokumentalny Pogoda domu niechaj będzie z Tobą… ze zdjęciami Edwarda Kłosińskiego, stanowiący wywiad z Jarosławem Iwaszkiewiczem.
Pod koniec 1979 wyreżyserował film Dyrygent, luźno oparty na opowiadaniu Andrzeja Kijowskiego. Traktował on o trójkącie miłosnym między światowej sławy przybywającym do Polski dyrygentem (John Gielgud), skrzypaczką (Krystyna Janda) i jej mężem (Andrzej Seweryn). Film został entuzjastycznie przyjęty przez europejskich krytyków, zdobywając nagrodę FIPRESCI na Międzynarodowym Festiwalu Filmowym w San Sebastián. W Polsce Dyrygent został natomiast odebrany chłodniej; wskazywano na niedopracowany scenariusz i brak przejrzystości emocjonalnej.
Całokształt dokonań zawodowych Andrzeja Wajdy jednakże sprawił, że w 1979 rozpoczął on pełnienie funkcji prezesa Stowarzyszenia Filmowców Polskich. Celem nowego przewodniczącego tej organizacji było dążenie do zwiększenia autonomii filmowców oraz ukierunkowanie publiczności na przemiany w polskim filmie.

#### 1980–1989

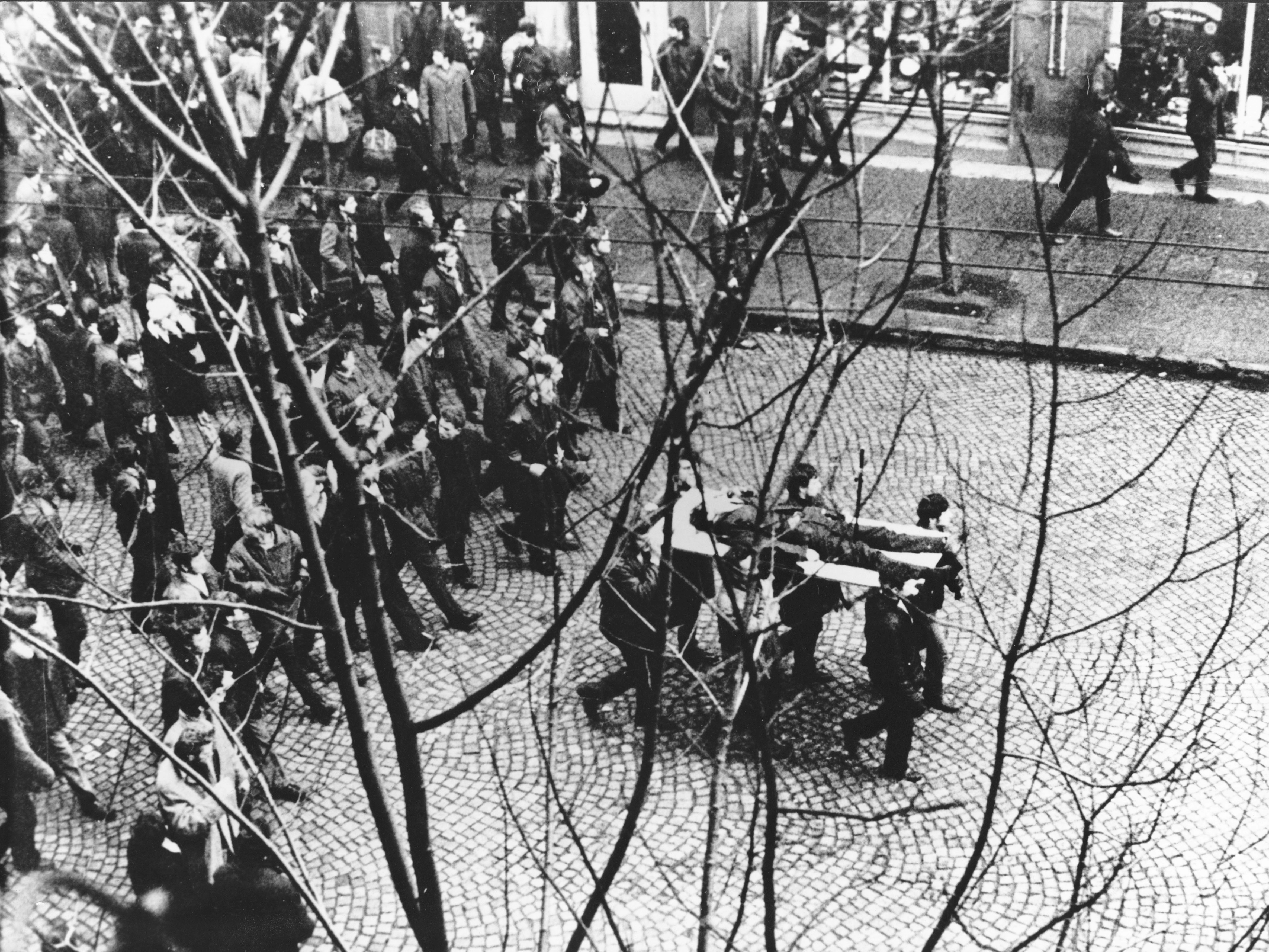
Zdjęcie przedstawiające wynoszenie ciała Zbyszka Godlewskiego w trakcie wydarzeń grudniowych w 1970, które było dla reżysera inspiracją przy tworzeniu Człowieka z żelaza

W 1980 w telewizji miał premierę siedmiogodzinny serial Z biegiem lat, z biegiem dni…, który Andrzej Wajda wyreżyserował wraz z Edwardem Kłosińskim. Przedstawia on losy dwóch krakowskich rodzin w latach 1874–1914.
W 1981 reżyser ponownie podjął tematykę polityczną. Z inspiracji robotników „Solidarności” w styczniu tegoż roku rozpoczął zdjęcia nad filmem Człowiek z żelaza, który opisywałby przebieg wydarzeń sierpnia 1980. Aleksander Ścibor-Rylski napisał scenariusz kontynuujący wydarzenia z Człowieka z marmuru, zakończony momentem podpisania porozumienia między strajkującymi a komunistami. Oprócz Jerzego Radziwiłłowicza i Krystyny Jandy w filmie wystąpili między innymi Lech Wałęsa i Anna Walentynowicz. Andrzej Wajda był dumny z tego, że zdołał ukończyć swoje dzieło przed wprowadzeniem 13 grudnia 1981 stanu wojennego w Polsce. Człowiek z żelaza został entuzjastycznie przyjęty przez krytyków jako dzieło łączące świeżą, paradokumentalną relację z ruchu opozycyjnego z perspektywą epicką. Małgorzata Szpakowska pisała o filmie jako o „fakcie społecznym” o niespotykanej dotąd aktualności. Francuski krytyk Michel Perez określił nawet Człowieka z żelaza mianem kamienia milowego w historii kina. Ukoronowaniem sukcesu było nominowanie filmu do Oscara oraz przyznanie mu Złotej Palmy w Cannes.
Pod koniec 1981 Andrzej Wajda rozpoczął zdjęcia do filmu Danton na podstawie sztuki Sprawa Dantona Stanisławy Przybyszewskiej, ale wprowadzenie stanu wojennego zmusiło reżysera do przeniesienia produkcji do Francji. Film ukazywał konfrontację postaci Georges’a Dantona (Gérard Depardieu) z Maximilienem de Robespierre’em (Wojciech Pszoniak) podczas rewolucji francuskiej. Film spotkał się z różnorodnymi reakcjami francuskich krytyków, którzy negatywnie oceniali pominięcie tła rewolucji i skupienie się wyłącznie na dwóch głównych osobach filmu, ale zauważali w nim metaforę ówczesnej Polski. W Polsce obraz był natomiast chwalony za brawurową adaptację sztuki i grę aktorską.
W 1983 istnienie Stowarzyszenia Filmowców Polskich było zagrożone. Andrzej Wajda musiał zrezygnować ze stanowiska prezesa na rzecz Janusza Majewskiego, a Zespół Filmowy „X” został rozwiązany. Za granicą reżyser zrealizował w tym samym roku film Miłość w Niemczech na podstawie książki Rolfa Hochhutha, w którym przedstawił mniej stereotypowe oblicze nazizmu w Niemczech. Obraz ten spotkał się jednak z nieprzychylnymi opiniami krytyków. W 1985, już po stanie wojennym i powrocie do kraju, zrealizował Kronikę wypadków miłosnych na podstawie nostalgicznej powieści Tadeusza Konwickiego o miłości rodzącej się w tle krajobrazów Litwy. W tej adaptacji dzieła literackiego epizodyczną rolę odegrał sam pisarz. W 1988 reżyser nakręcił Biesy, na podstawie powieści Fiodora Dostojewskiego pod tym samym tytułem, z Isabelle Huppert i Bernardem Blierem w rolach głównych. Realizacja filmu była kłopotliwa, gdyż władze komunistyczne odmówiły dokonania koprodukcji wespół z wytwórnią Gaumont. Wskutek tego projekt poniósł porażkę. W 1989 Andrzej Wajda został przewodniczącym jury 16. Międzynarodowego Festiwalu Filmowego w Moskwie.

#### 1990–1999

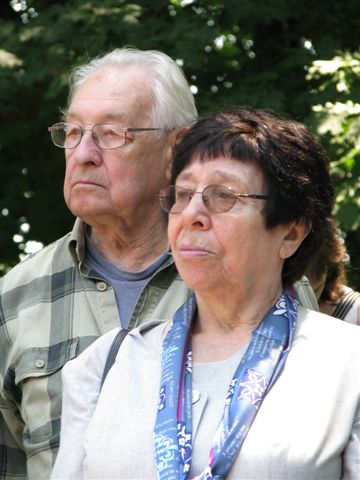
Andrzej Wajda i Joanna Olczak-Ronikier (2008)

W 1990 Andrzej Wajda nakręcił czarno-biały film Korczak, który był biografią zamordowanego w Treblince pedagoga Janusza Korczaka. Rolę wychowawcy zagrał Wojciech Pszoniak. Film spotkał się z burzliwą reakcją we Francji: w tym kraju wstrzymano jego dystrybucję, a pismo „Le Monde” nie szczędziło mu krytyki, zarzucając reżyserowi przedstawienie postaci pedagoga wyłącznie z chrześcijańskiego punktu widzenia – jako męczeńskiego Polaka, a nie jako Żyda. Filmu broniła natomiast na łamach dziennika „The New York Times” Betty Jean Lifton, autorka biografii Janusza Korczaka, odpierając te zarzuty jako bezpodstawne.
W 1992 Andrzej Wajda powrócił do rozrachunków z czasami II wojny światowej, realizując film Pierścionek z orłem w koronie o ostatnich dniach powstania warszawskiego z Rafałem Królikowskim i Cezarym Pazurą w rolach głównych. Adaptacja powieści Aleksandra Ścibora-Rylskiego Pierścionek z końskiego włosia została jednak negatywnie przyjęta przez krytyków ze względu na niewłaściwą w ich ocenie interpretację literackiego pierwowzoru. W 1994 reżyser nakręcił w Japonii film Nastazja na motywach powieści Idiota Fiodora Dostojewskiego, a w 1995 – Wielki Tydzień na podstawie opowiadania Jerzego Andrzejewskiego o małżeństwie ukrywającym Żydówkę w czasie II wojny światowej. W 1996 stworzył Pannę Nikt na podstawie powieści Tomasza Tryzny o dorastającej dziewczynie, która przeżywa kryzys wartości. Wielki Tydzień i Panna Nikt poniosły jednak porażkę artystyczną.
Od lipca do września 1998 kręcił ekranizację narodowej epopei Adama Mickiewicza Pan Tadeusz. W tym wielkim przedsięwzięciu wzięła udział plejada polskich aktorów, między innymi Bogusław Linda, Daniel Olbrychski, Grażyna Szapołowska i Andrzej Seweryn; charakterystyczną ścieżkę dźwiękową (w tym „Poloneza”) skomponował Wojciech Kilar. Filmowy Pan Tadeusz zdobył sześć Orłów podczas drugiego rozdania Polskich Nagród Filmowych w 2000. Tadeusz Sobolewski chwalił film jako pełną życia próbę wskrzeszenia narodowego mitu. Dorobek reżysera pod koniec lat 90. zamknęły także autobiograficzne dokumenty: Andrzej Wajda. Moje notatki z historii (1996) i Kredyt i debet. Andrzej Wajda o sobie (1999).

#### 2000–2009

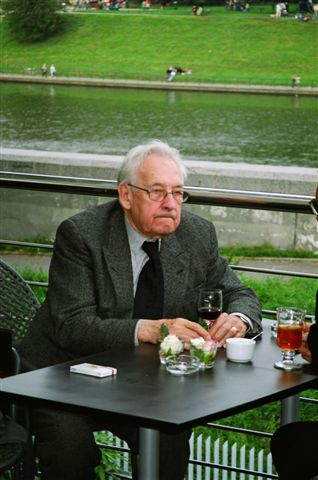
Andrzej Wajda (2004)

W 2000 Andrzej Wajda zrealizował film Wyrok na Franciszka Kłosa na podstawie powieści Stanisława Rembeka. Rolę granatowego policjanta postawionego w obliczu wyroku śmierci wydanego na niego przez podziemie zagrał Mirosław Baka. Wyrok na Franciszka Kłosa odczytywano jako próbę rozpoczęcia dyskusji w sprawie kolaboracji Polaków z okupantem nazistowskim podczas II wojny światowej. W 2002 reżyser nakręcił dokument Lekcja polskiego kina, w którym opowiadał o polskiej sztuce filmowej i jej historii.
W 2002 sfilmował Zemstę, adaptację komedii Aleksandra Fredry o dwóch zwaśnionych frakcjach walczących o panowanie na zamku. Andrzej Wajda zamierzał podkreślić, że film nie jest teatralną adaptacją sztuki, o czym świadczy umiejscowienie akcji w czasie zimy oraz zastosowanie długich ujęć. Do filmu zaangażowano takich aktorów jak Janusz Gajos, Andrzej Seweryn czy Roman Polański, a jego budżet wyniósł blisko 7 milionów złotych. Po ukazaniu się w kinach filmowa Zemsta zebrała pozytywne recenzje, w których podkreślano ciągłą aktualność problemów występujących w dramacie i znakomitą grę aktorską. W tym samym roku reżyser założył wraz z Wojciechem Marczewskim Mistrzowską Szkołę Reżyserii Filmowej, która nawiązuje do tradycji polskich zespołów filmowych. W 2004 Andrzej Wajda zrealizował film dokumentalny Jan Nowak Jeziorański. Kurier z Warszawy. 60 lat później 1944–2004 o byłym żołnierzu Armii Krajowej, Janie Nowaku-Jeziorańskim, a w 2005 – stanowiącą część filmu zbiorowego Solidarność, Solidarność… nowelę dokumentalną Człowiek z nadziei.

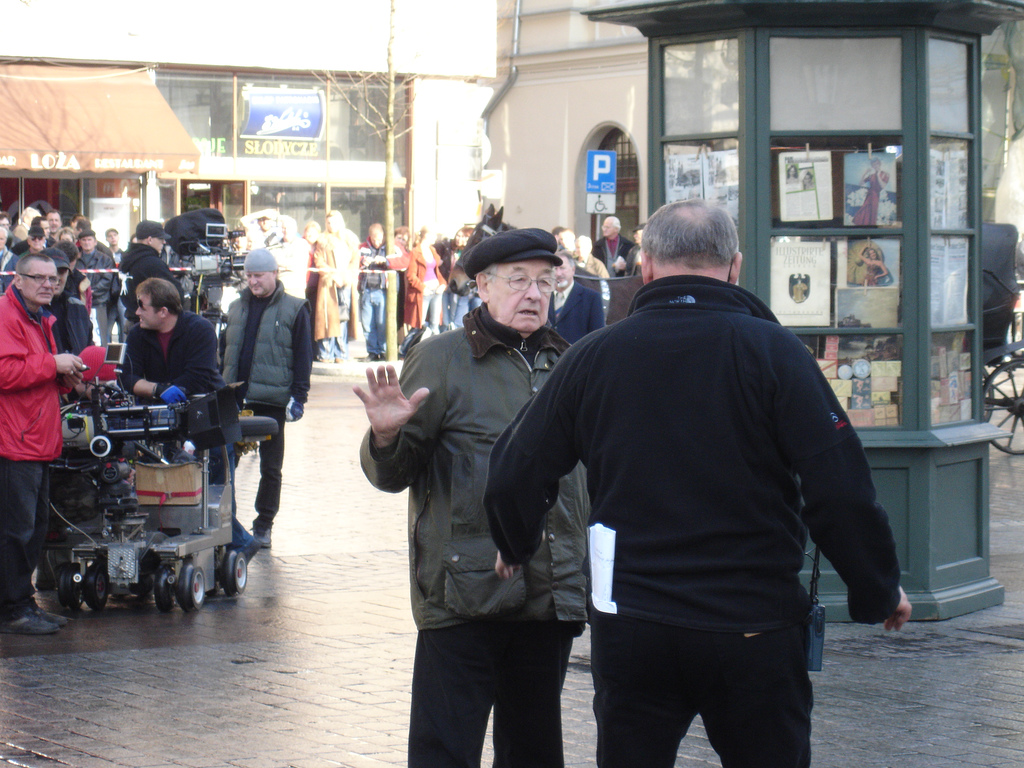
Andrzej Wajda na planie filmu Katyń (2007)

W 2007 reżyser pokazał film Katyń, który przełamywał istniejące dotąd w polskiej kinematografii milczenie w sprawie zbrodni katyńskiej. Andrzej Wajda chciał w ten sposób uczcić pamięć ojca (jeńca obozu w Starobielsku, zamordowanego w Charkowie). Nakręcona za 15 milionów złotych produkcja traktowała o losach polskich oficerów pojmanych przez władze radzieckie oraz ich rodzin, nie pomijając jednak represji stosowanych przez hitlerowców na zachodzie Polski. Film miał za podstawę nowelę Post mortem Andrzeja Mularczyka, a udział w nim wzięli między innymi Andrzej Chyra, Maja Ostaszewska i Artur Żmijewski. Po premierze polscy krytycy doceniali wstrząsający pokaz okrutnych losów zamordowanych oficerów, aczkolwiek twierdzili, że nie jest to film szczególnie wybitny. Natomiast w anglojęzycznych mediach przyjęto film jednoznacznie pozytywnie, wskazując na mistrzowsko zrealizowaną relację z ludzkiej tragedii wojennej. Film zdobył osiem Orłów, w tym dla najlepszego filmu, a także został nominowany do Oscara.
Kolejnym filmem był wyprodukowany w 2009 Tatarak. Został on oparty nie tylko na opowiadaniu Jarosława Iwaszkiewicza, ale także na Nagłym wezwaniu Sándora Máraiego oraz zapiskach Krystyny Jandy. Treść filmu stanowiły zarówno losy kobiety śmiertelnie chorej na raka, jak i monologi aktorki dotyczące śmierci jej męża Edwarda Kłosińskiego, z którym Andrzej Wajda współpracował przy wielu swoich poprzednich produkcjach. W Tataraku rozważania o śmierci łączyły się z ukazaniem umowności sztuki filmowej jako nie w pełni pokazującej rzeczywistość. Film uzyskał głównie pozytywne recenzje krytyków, którzy doceniali brawurową adaptację dzieła literackiego. Tatarak został uhonorowany nagrodą FIPRESCI oraz Nagrodą im. Alfreda Bauera.

#### 2010–2016
W 2010 Andrzej Wajda zrealizował dokument Kręć! Jak kochasz, to kręć!, który tak jak Tatarak był poświęcony Edwardowi Kłosińskiemu. W czerwcu 2011 reżyser założył wraz z Wojciechem Marczewskim autorskie studio filmowe. W grudniu 2011 rozpoczął natomiast kręcenie filmu, zatytułowanego w 2013 Wałęsa. Człowiek z nadziei, o jednym z polskich przywódców opozycji antykomunistycznej, Lechu Wałęsie. Tytułową rolę otrzymał Robert Więckiewicz. Andrzej Wajda powiedział o bohaterze swojego filmu:

Przypominam dzieje Lecha Wałęsy, bo to jest bohater naszych czasów, a nagle wokół niego zebrali się politycy, którzy chcą na tym coś zarobić i próbują stworzyć pozory, że ten przywódca robotników był w jakimś sensie użyty przez kogoś. (…) To jest fantastyczne, że pojawił się taki bohater, który przywrócił Polsce wolność i doprowadził do zrealizowania swoich celów bez rozlewu krwi.

Wałęsa. Człowiek z nadziei, pokazany na Międzynarodowym Festiwalu Filmowym w Wenecji poza konkursem, otrzymał pozytywne recenzje. Krytycy odczytywali w nim próbę odbudowy mitu „Solidarności” i legendy samego Lecha Wałęsy, ich uwadze nie uszedł jednak zanadto hagiograficzny ich zdaniem ton dzieła oraz pominięcie mniej chwalebnych epizodów z życia bohatera filmu.
Ostatnim filmem Andrzeja Wajdy były Powidoki z 2016, obraz inspirowany życiem malarza Władysława Strzemińskiego. Film został wybrany na polskiego kandydata do Oscara dla najlepszego filmu nieanglojęzycznego.

### Działalność teatralna
Andrzej Wajda zajmował się także działalnością teatralną. Wystawiał sztuki w teatrach gdańskich, warszawskich, krakowskich oraz za granicą. Pierwszym wyreżyserowanym przez niego spektaklem teatralnym był Kapelusz pełen deszczu, sztuka Michaela Gazza (1959). Wystawił ją w Teatrze Wybrzeże w Gdańsku w nietypowej dla teatru manierze realistycznej, toteż na scenie rekwizyty były prawdziwe i odzwierciedlały biologizm świata przedstawionego. W kolejnych adaptacjach dramatów, Hamlecie Williama Szekspira i Dwoje na huśtawce Williama Gibsona (obie 1960) Andrzej Wajda zaczął kształtować swoje doświadczenie w reżyserii teatralnej – Edmund Fetting w roli Hamleta odszedł od typowego wizerunku intelektualisty na rzecz okrutnika, a Zbigniew Cybulski oraz Elżbieta Kępińska jako bohaterowie Dwojga na huśtawce wykazali się subtelnością. Kolejne adaptacje sztuk literackich, tym razem Demonów Johna Whitinga (1963) i Wesela Stanisława Wyspiańskiego (1965), reżyser uznał jednak za nieudane, po czym na kilka lat rozstał się z teatrem.
W 1969 Tadeusz Łomnicki namówił Andrzeja Wajdę do wyreżyserowania sztuki Play Strindberg Friedricha Dürrenmatta, która zyskała powszechne uznanie ze strony teatrologów. Wynikało to z eksperymentalnego zabiegu, wedle którego sala teatralna uległa stylizacji na kształt hali sportowej. Z uznaniem publiczności spotkała się również adaptacja Biesów Fiodora Dostojewskiego (1971) z udziałem Wojciecha Pszoniaka i Jana Nowickiego. W latach 70. Andrzej Wajda zrealizował liczne przedstawienia; były to między innymi Jak brat bratu na motywach sztuki Davida Rabe’a Sticks and Bones (1972), nieudana adaptacja Der Mitmacher (1973) według Friedricha Dürrenmatta (z którym zerwał współpracę), ceniona adaptacja Nocy listopadowej (1974) Stanisława Wyspiańskiego, powtórnie wystawione Biesy (1974) oraz Sprawę Dantona Stanisławy Przybyszewskiej (1975), wystawiana także w 1978 i w 1980. Osobnym rozdziałem w jego teatralnej karierze była rola gościnna w zrealizowanym przez Andrzeja Łapickiego spektaklu Pogarda według powieści Alberta Moravii (1975), w którym Andrzej Wajda – występujący jako reżyser – odpowiada scenarzyście: „Odyseją niech pan się nie przejmuje. Odyseja została już napisana”.
W dalszej twórczości teatralnej zaznaczyły się tendencje do przeciwstawiania się terrorowi jako systemowi zastraszania jednostki. Tę tematykę poruszały spektakle Gry rozum śpi… na podstawie sztuki Antonia Buero Vallejo (1976), Emigranci na motywach Sławomira Mrożka (1976) oraz Rozmowy z katem będące adaptacją książki Kazimierza Moczarskiego (1977). Nie wykluczało to jednak odwoływania się do utworów o tematyce obyczajowej i psychologicznej. Jeden z nich, Nastasja Filipowna na motywach Idioty Fiodora Dostojewskiego, stanowił improwizację aktorską. Jeszcze przed wprowadzeniem stanu wojennego reżyser dokonał kolejnej adaptacji Hamleta (1981), wykorzystując plenery dziedzińca wawelskiego i obsadzając w roli głównej Jerzego Stuhra.
Gdy wznowił swoją działalność artystyczną po stanie wojennym, zrealizował wówczas Antygonę Sofoklesa (1984), bardzo przychylnie odebraną Zbrodnię i karę Fiodora Dostojewskiego (1984, 1986), Wieczernik według scenariusza Ernesta Brylla, Zemstę Aleksandra Fredry (1986), Pannę Julię Augusta Strindberga (1988), Dybuka Szymona An-skiego (1988) i Lekcję polskiego Anny Bojarskiej (1988). Kluczowymi spektaklami w działalności scenicznej reżysera były jednak Nastasja Filipowna (1989), zrealizowana z japońskimi aktorami, oraz Hamlet (IV) (1989), w którym w głównej roli obsadził Teresę Budzisz-Krzyżanowską.
Po transformacji ustrojowej z 1989 Andrzej Wajda dwukrotnie dokonywał adaptacji Wesela (1991, 1992). W 1989, po śmierci Zygmunta Hübnera, objął funkcję dyrektora artystycznego Teatru Powszechnego w Warszawie, którą sprawował przez rok. Do końca XX wieku w swych dziełach scenicznych wystawiał sztuki Augusta Strindberga (Sonata widm, 1994), Stanisława Wyspiańskiego (Klątwa, 1997), a także Yukio Mishimy (Mishima, 1994) i Eugène’a Labiche’a (Słomkowy kapelusz, 1998). Jego autorskimi projektami były Improwizacje warszawskie (1996) oraz Pieśń o blasku wody (1997). Na początku XXI wieku zrealizował również szekspirowską komedię Jak wam się podoba (2001), powtórnie Biesy (2004), a także Makbeta (2004).

### Działalność społeczna i polityczna
W 1948, jeszcze w ramach grupy Andrzeja Wróblewskiego, Andrzej Wajda zadeklarował wstąpienie do Polskiej Partii Robotniczej. Nie otrzymał jednak legitymacji partyjnej, a jego deklaracja została zapomniana w obliczu fuzji PPR z Polską Partią Socjalistyczną. Reżyser od tego czasu formalnie figurował jako bezpartyjny, jednocześnie próbował tak negocjować swoje stosunki z władzą komunistyczną, by móc swobodnie realizować swoje filmy i jednocześnie nie być posądzany o jednoznaczną współpracę. Kiedy Daniel Olbrychski proponował mu podpisanie listu protestującego przeciwko brutalnemu traktowaniu przez funkcjonariuszy milicji demonstrujących robotników z Ursusa i Radomia w czerwcu 1976, odmówił, gdyż uważał, że znacznie większe konsekwencje będzie miała dla niego premiera Człowieka z marmuru (1976).
Od momentu, kiedy ukazał się Człowiek z marmuru, Andrzej Wajda był znacznie bardziej zaangażowany politycznie (wskutek czego zainteresowała się nim Służba Bezpieczeństwa), wspierał antykomunistyczną działalność opozycyjną, w tym podczas wydarzeń sierpniowych w 1980. Dołączył wówczas do skierowanego do władz komunistycznych apelu 64 naukowców, literatów i publicystów o podjęcie dialogu ze strajkującymi robotnikami. Był członkiem komitetu organizacyjnego IV Kongresu Kultury Polskiej, zainicjowanego przez środowisko NSZZ „Solidarność” i zorganizowanego bez wsparcia ze strony władz państwowych. Kongres miał się planowo odbyć od 11 do 13 grudnia 1981, został faktycznie przerwany ostatniego dnia na skutek wprowadzenia stanu wojennego.
W 1988 był jednym z inicjatorów powołania Warszawskiej Rodziny Katyńskiej. W lutym 1989 wszedł w skład Komisji do spraw Upamiętnienia Ofiar Represji Okresu Stalinowskiego, działającej przy Radzie Ochrony Pamięci Walk i Męczeństwa.
W 1989 Andrzej Wajda z inicjatywy Lecha Wałęsy znalazł się wśród kandydatów do parlamentu rekomendowanych przez Komitet Obywatelski „Solidarność”, którego był członkiem. Wystartował w wyborach parlamentarnych do Senatu z okręgu wyborczego obejmującego województwo suwalskie. W głosowaniu z 4 czerwca 1989 otrzymał największą liczbę głosów w tym okręgu (105 407), uzyskując tym samym jeden z dwóch mandatów przypadających na to województwo. Po zwycięstwie w wyborach wszedł w skład Senatu I kadencji, należąc do Obywatelskiego Klubu Parlamentarnego. Został członkiem Komisji Kultury, Środków Przekazu, Nauki i Edukacji Narodowej oraz Komisji Spraw Emigracji i Polaków za Granicą. Celem jego działalności była ochrona rodzimej produkcji filmowej w warunkach rodzącego się kapitalizmu. W czasie konfliktu w środowisku solidarnościowym i w samym OKP w czerwcu 1990 wystąpił z niego wraz z kilkudziesięcioma członkami parlamentu. W 1991 wstąpił do Parlamentarnego Klubu Unii Demokratycznej. Ostatecznie zrezygnował z dalszej aktywnej działalności politycznej, nie ubiegając się o reelekcję w następnych wyborach. W kolejnych latach wielokrotnie publicznie jednak udzielał poparcia konkretnym środowiskom politycznym w trakcie kampanii wyborczych, w szczególności wspierał Unię Wolności (m.in. jako członek komitetu honorowego przed wyborami w 2001). W 2010 i w 2015 poparł Bronisława Komorowskiego jako kandydata na urząd prezydenta RP, a w 2011 Platformę Obywatelską w wyborach krajowych.
Wchodził w skład Komitetu Wspierania Muzeum Historii Żydów Polskich Polin w Warszawie. Zasiadał w Radzie Powierniczej Zamku Królewskiego w Warszawie. Był członkiem krajowym czynnym Polskiej Akademii Umiejętności.
W 2014 jego prace plastyczne zostały pokazane na wystawie w Narodowym Muzeum Sztuki im. Mikalojusa K. Ciurlionisa w Kownie.

## Życie prywatne

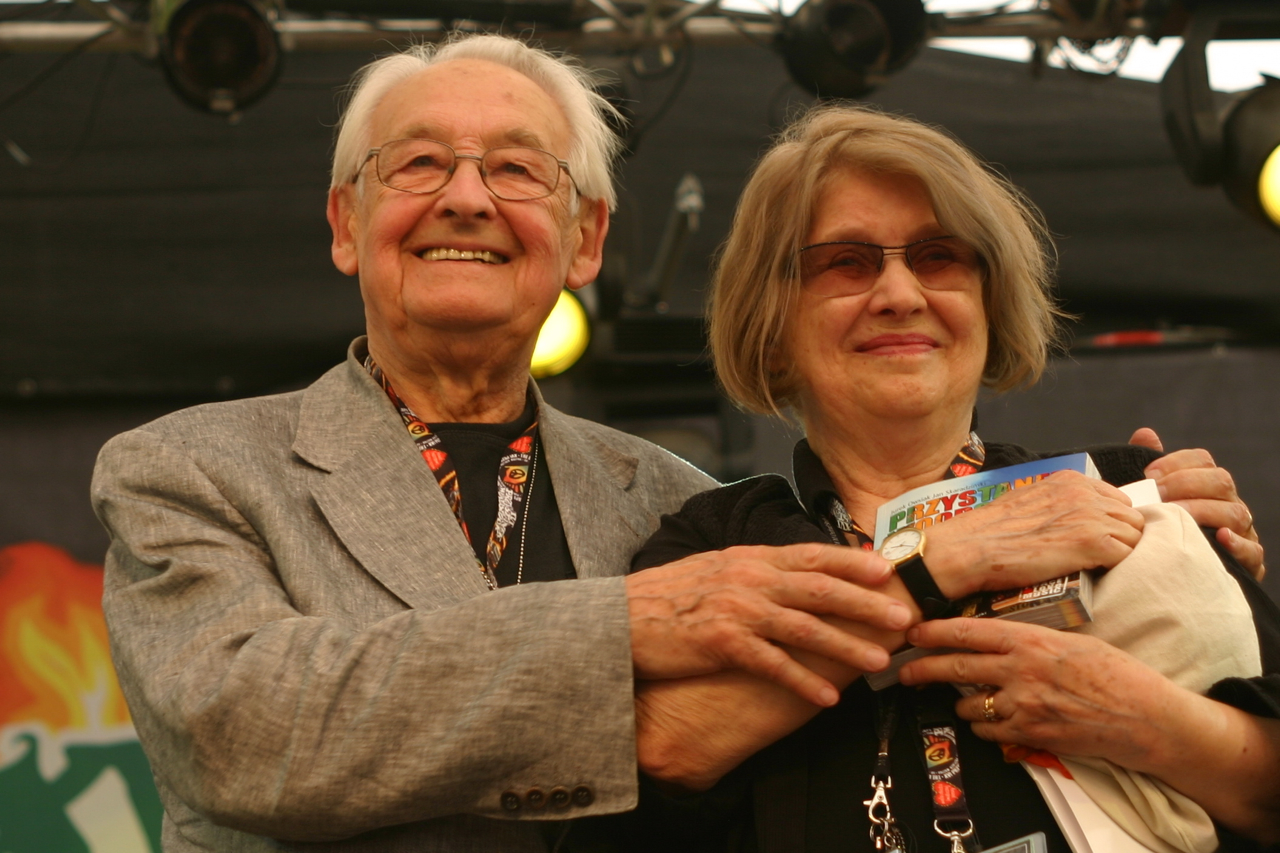
Andrzej Wajda i Krystyna Zachwatowicz na Przystanku Woodstock (2010)

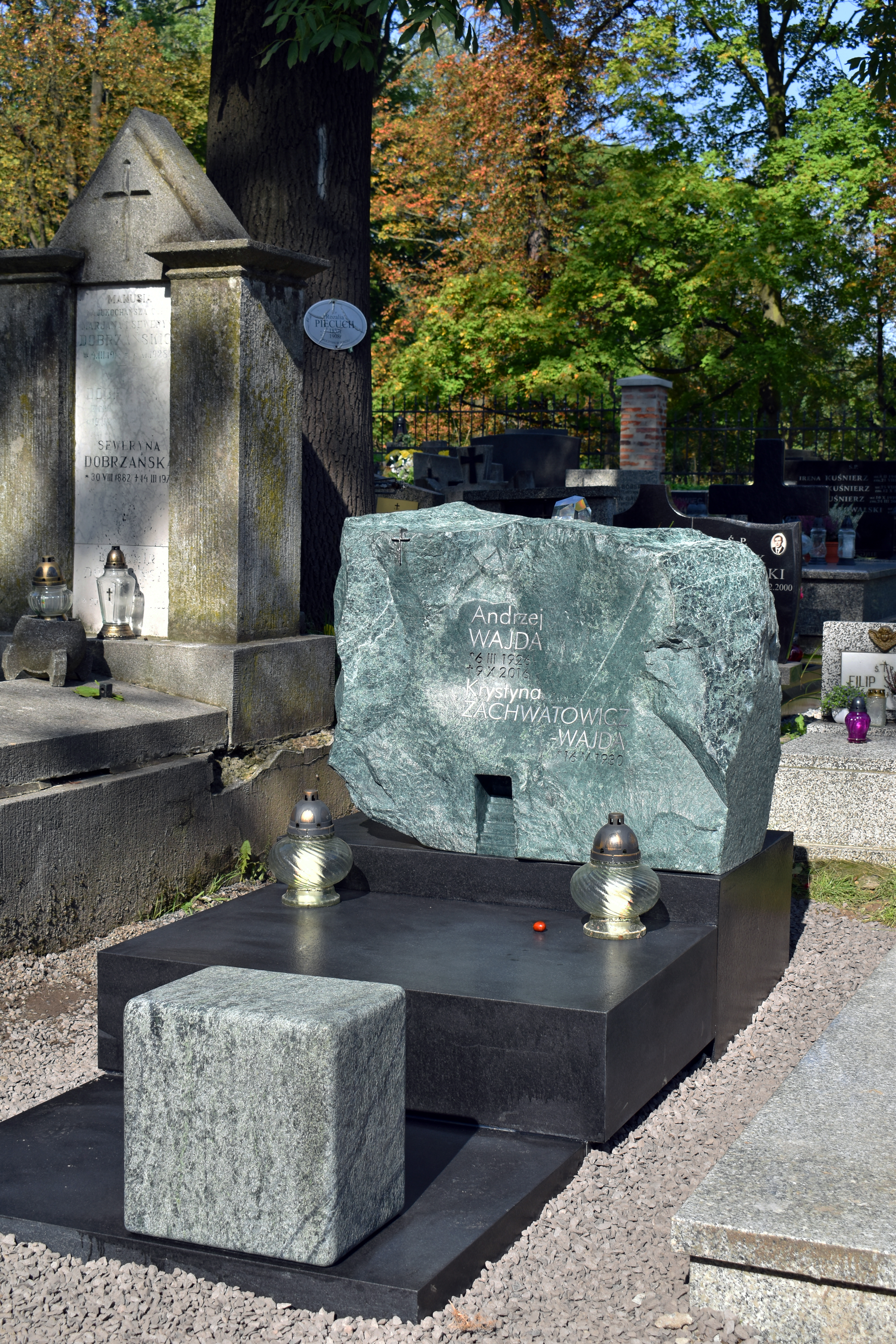
Grób Andrzeja Wajdy

Andrzej Wajda był czterokrotnie żonaty. Jego pierwszą żoną od 1951 była artystka Gabriela Obremba (1927–1997), którą poznał na studiach w Akademii Sztuk Pięknych; rozwiódł się z nią w 1959. 19 grudnia 1959 poślubił inną artystkę z ASP, Zofię Żuchowską (zm. 1989), która przyjęła wówczas jego nazwisko. Małżeństwo zakończyło się rozwodem, który został orzeczony 14 marca 1967. Trzecią żoną reżysera była aktorka Beata Tyszkiewicz, którą po raz pierwszy obsadził w filmie Samson. Związek małżeński zawarli 13 maja 1967. Wcześniej, 29 marca 1967, urodziła się ich córka Karolina. Para rozstała się pod koniec lipca 1968, rozwód został orzeczony 29 października 1969. Czwarty związek małżeński, który trwał do śmierci reżysera, Andrzej Wajda zawarł w styczniu 1974 z Krystyną Zachwatowicz.
Zmarł 9 października 2016 w Warszawie. 19 października, po mszy pogrzebowej, która odbyła się w bazylice Świętej Trójcy, urna z prochami Andrzeja Wajdy została złożona na cmentarzu Salwatorskim w Krakowie (sektor SC3/8/19).

## Styl filmowy

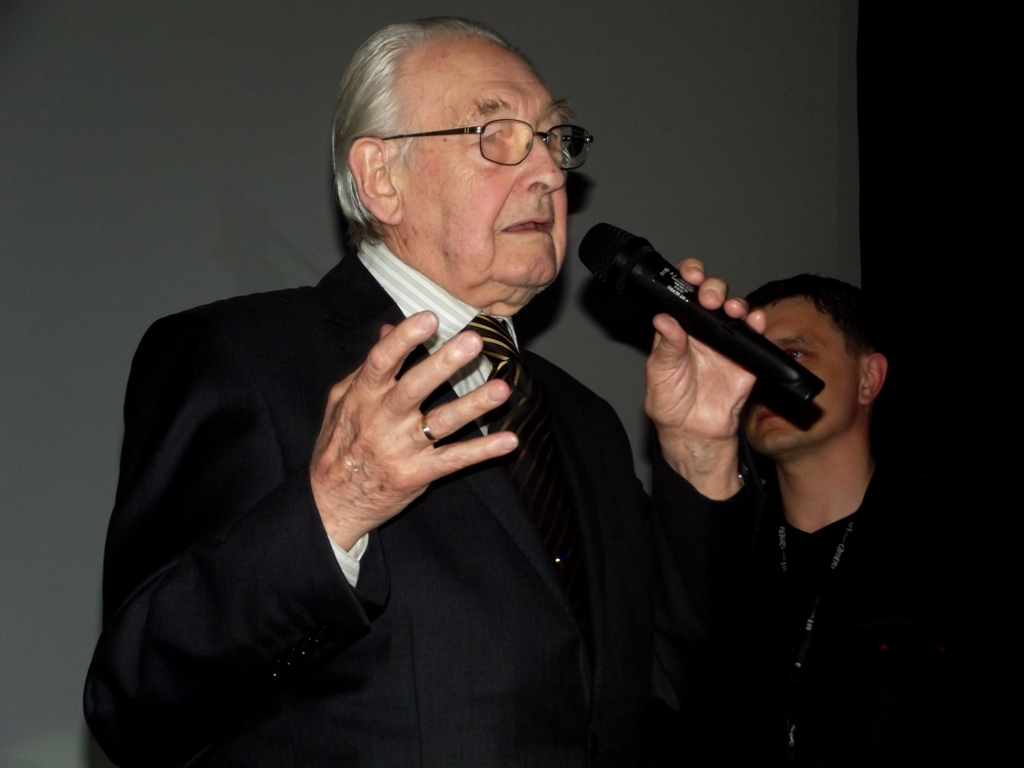
Andrzej Wajda na festiwalu Off Plus Camera (2012)

W początkowej fazie swej twórczości Andrzej Wajda odwoływał się do socrealizmu. Ze schematami tego nurtu zerwał w Kanale; w filmie tym po raz pierwszy przedstawił żołnierzy Armii Krajowej jako tragiczne postaci ówczesnego pokolenia, odżegnując się od propagandy ukazującej ich w formie „zaplutych karłów reakcji”. W Popiele i diamencie zaznaczyły się dwie cechy, które pojawiały się dalej w jego twórczości: operowanie symboliką (na przykład główny bohater ginący na „śmietniku historii”) oraz polemika z romantycznym mitem bohatera poświęcającego swoje życie za ojczyznę. W ocenie Jerzego Toeplitza i Stanisława Janickiego Andrzej Wajda w swojej trylogii wojennej oddawał tragedię pokolenia wojny, osiągając to poprzez użycie jaskrawych środków artystycznych: surrealistycznych, ekspresjonistycznych, czy też barokowych. Jerzy Płażewski zaznaczył, że w dziełach tego reżysera zarysowały się „romantyczny realizm, emocjonalne widzenie świata, zainteresowanie wartościami ostatecznymi […], wybujała zmysłowość wizji i idąca za nią skłonność do nadmiernie barokowej ornamentyki”. Barbara Mruklik oceniła, że reżyser „przemawia za pośrednictwem kontrastu, specyficznie znaczącego szczegółu, rozbudowanej metafory”.
W takich filmach jak Popioły czy Wesele Andrzej Wajda odtwarzał polską symbolikę narodową wraz z postaciami patriotycznymi, heroicznymi w swej zaciekłości, ale skazanymi na przegraną przez historię. Podkreślał również fakt niemożności zjednoczenia się narodu polskiego w obliczu klęski narodowej, wskazując na wewnętrzne podziały klasowe w przeszłości. Do tradycji martyrologicznej powrócił jednak w filmie Katyń, dając obraz męczeństwa polskiego w trakcie II wojny światowej.
W latach 70. Andrzej Wajda zaczął urozmaicać swój styl filmowy. W Ziemi obiecanej korzystał z różnych środków wyrazu, łącząc naturalistyczną brutalność z wizją ekspresjonistyczną. Jego filmy z okresu kina moralnego niepokoju były z kolei skupione na tematyce publicystycznej z elementami kina psychologicznego. W Człowieku z marmuru reżyser dokonywał rozrachunku z czasami stalinizmu, a w Człowieku z żelaza stworzył nowy mit solidarnościowy – symboliczne zjednoczenie narodu polskiego przeciwko komunizmowi. W jego twórczości znalazło się też miejsce na rozważania o śmierci i przemijaniu, prezentowane w Pannach z Wilka i Tataraku.
Tadeusz Lubelski o twórczości Andrzeja Wajdy wypowiedział się następująco:

Od polskiego udziału w wojennych kampaniach armii napoleońskiej, przez tragedię powstania warszawskiego, aż po sierpniowy strajk stoczniowców z roku 1980 – istotne wątki narodowej historii minionych dwustu lat przyjęły kształt wyobrażeń powołanych do życia w jego filmach.

Historycy filmu zwracali uwagę na to, że twórczość polskiego reżysera była w zasadzie jego kinem autorskim. Olga Katafiasz uznała Andrzeja Wajdę za „jednego z najwybitniejszych autorów kina” ze względu na spójność wypowiedzi w jego dorobku. Janina Falkowska podsumowała jego twórczość jako homogeniczną, składającą się przede wszystkim z filmów historycznych oraz komedii. Zauważyła też, że spośród wschodnioeuropejskich twórców Andrzej Wajda był najczęściej atakowanym reżyserem, a jego filmy niejednokrotnie wzbudzały w kraju burzliwe dyskusje.

## Odznaczenia i wyróżnienia

### Ordery i odznaczenia

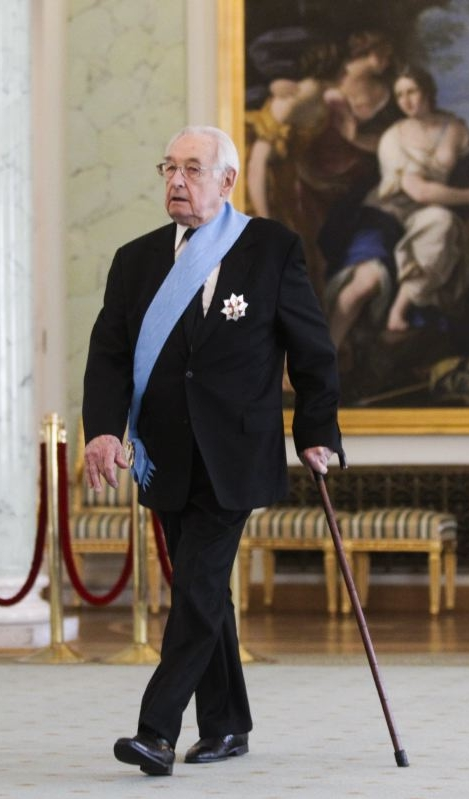
Andrzej Wajda po otrzymaniu Orderu Orła Białego w 2011

Otrzymał następujące ordery państwowe:
- 2011 – Order Orła Białego[209],
- 1999 – Krzyż Wielki Orderu Odrodzenia Polski[210],
- 1975 – Order Sztandaru Pracy II klasy[7],
- 1964 – Krzyż Oficerski Orderu Odrodzenia Polski[211],
- 1959 – Krzyż Kawalerski Orderu Odrodzenia Polski[7].

Otrzymał nadto następujące ordery zagraniczne:
- 1979 – Order Cyryla i Metodego (Bułgaria),
- 1982 – Legię Honorową IV klasy (Francja),
- 1995 – Order Wschodzącego Słońca III klasy (Japonia)[212],
- 2000 – Order Zasługi Republiki Włoskiej IV klasy[213],
- 2001 – Krzyż Komandorski Orderu Zasługi Republiki Federalnej Niemiec,
- 2001 – Legię Honorową III klasy (Francja),
- 2006 – Order Zasługi Republiki Węgierskiej II klasy,
- 2006 – Order „Za Zasługi dla Litwy” III klasy[214],
- 2008 – Order Krzyża Ziemi Maryjnej III klasy (Estonia)[215],
- 2008 – Order Księcia Jarosława Mądrego V klasy (Ukraina)[216],
- 2009 – Order Sztuki i Literatury I klasy (Francja),
- 2010 – Order Przyjaźni (Rosja)[217][218],
- 2010 – Order Chorwackiej Jutrzenki[219],
- 2011 – Order Trzech Gwiazd III klasy (Łotwa)[220],
- 2012 – Order Zasługi Republiki Węgierskiej I klasy[221].

### Nagrody filmowe

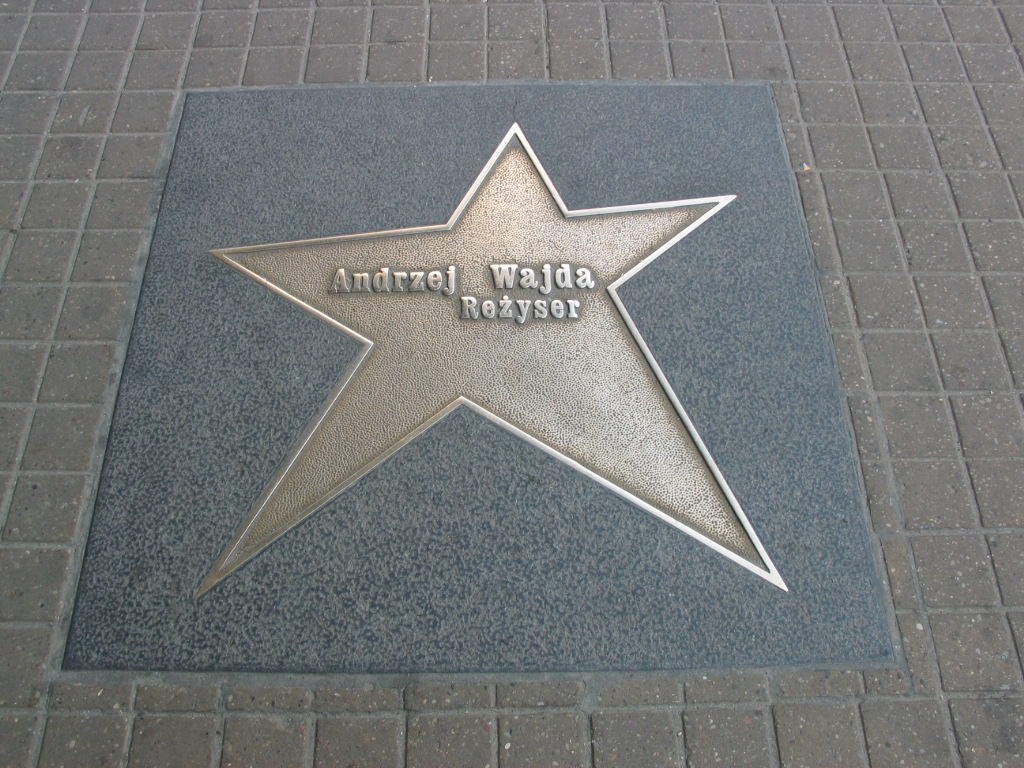
Gwiazda Andrzeja Wajdy w Alei Gwiazd w Łodzi, odsłonięta w 1998

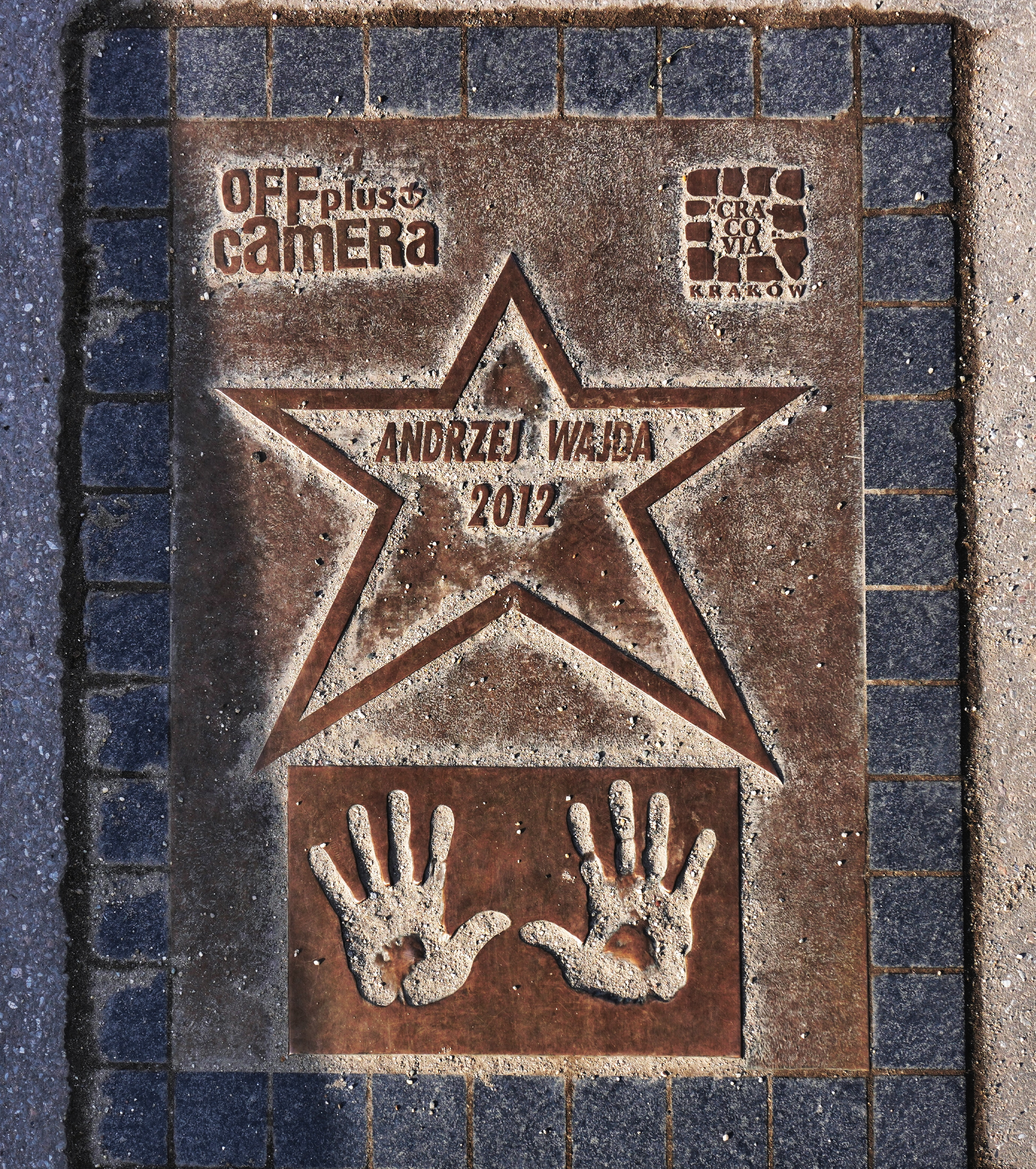
Gwiazda Andrzeja Wajdy w Alei Gwiazd w Krakowie

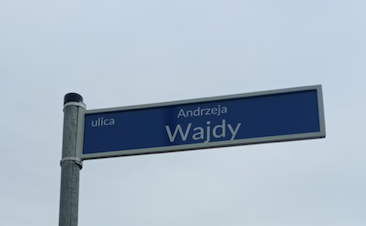
Ulica Andrzeja Wajdy w Suwałkach

- Nagroda Specjalna Jury na Festiwalu Filmowym w Cannes za Kanał (1957),
- Nagroda FIPRESCI na Festiwalu Filmowym w Wenecji za Popiół i diament (1959),
- Srebrna Muszla na Festiwalu Filmowym w San Sebastián za Wesele (1973),
- Nominacja do Oscara w kategorii najlepszy film nieanglojęzyczny za Ziemię obiecaną (1975),
- Wielka Nagroda Lwy Gdańskie na Festiwalu Polskich Filmów Fabularnych w Gdańsku za Ziemię obiecaną (1975),
- Złota Nagroda na Festiwalu Filmowym w Moskwie za Ziemię obiecaną (1975),
- Nagroda Dziennikarzy na Festiwalu Filmowym w Brukseli za Ziemię obiecaną (1976),
- Złoty Kłos na Festiwalu Filmowym w Valladolid za Ziemię obiecaną (1976),
- Nagroda Główna Srebrne Lwy na Festiwalu Polskich Filmów Fabularnych w Gdańsku za Smugę cienia (1976),
- Nagroda krytyków na Festiwalu Polskich Filmów Fabularnych w Gdańsku za Człowieka z marmuru (1977),
- Nagroda Międzynarodowej Federacji Krytyki Filmowej (FIPRESCI) w sekcji Un Certain Regard na Festiwalu Filmowym w Cannes za Człowieka z marmuru (1978),
- Grand Prix Lwy Gdańskie na Festiwalu Polskich Filmów Fabularnych w Gdańsku za Bez znieczulenia (1978),
- Nominacja do Oscara w kategorii najlepszy film nieanglojęzyczny za Panny z Wilka (1979),
- Nagroda Specjalna Jury na Festiwalu Polskich Filmów Fabularnych w Gdańsku za Panny z Wilka (1979),
- Nagroda Jury Ekumenicznego na Festiwalu Filmowym w Cannes za Bez znieczulenia (1979),
- Złota Palma na Festiwalu Filmowym w Cannes za Człowieka z żelaza (1981)[222],
- Nagroda Jury Ekumenicznego na Festiwalu Filmowym w Cannes za Człowieka z żelaza (1981),
- Nominacja do Oscara w kategorii najlepszy film nieanglojęzyczny za Człowieka z żelaza (1981),
- BAFTA Fellowship (1982)[223]
- Cezar Honorowy (1982)[7],
- Cezar za najlepszą reżyserię za Danton (1983)[7],
- Nagroda Brytyjskiej Akademii Filmowej za najlepszy film zagraniczny za Danton (1984),
- Nagroda krytyków na Festiwalu Polskich Filmów Fabularnych w Gdańsku za Danton (1986),
- Europejska Nagroda Filmowa „Felix” za całokształt twórczości (1990)[7],
- Srebrny Niedźwiedź za wybitny wkład artystyczny na Festiwalu Filmowym w Berlinie za Wielki Tydzień (1996),
- Honorowy Złoty Lew Festiwalu Filmowego w Wenecji za dorobek życia (1998)[224],
- Honorowy Oscar przyznany za całokształt działalności filmowej (2000)[225],
- Polska Nagroda Filmowa Orzeł za osiągnęcia życia (2000),
- Nagroda Specjalna „Platynowe Lwy” na Festiwalu Polskich Filmów Fabularnych w Gdyni (2005),
- Honorowy Złoty Niedźwiedź na Festiwalu Filmowym w Berlinie (2006)[226],
- Nominacja do Oscara w kategorii najlepszy film nieanglojęzyczny za Katyń (2007),
- Polska Nagroda Filmowa Orzeł za najlepszy film za Katyń (2008),
- Polska Nagroda Filmowa Orzeł za najlepszą reżyserię za Katyń (2008),
- Nagroda im. Alfreda Bauera na Festiwalu Filmowym w Berlinie za Tatarak (2009),
- Nagroda Krytyków Europejskiej Akademii Filmowej FIPRESCI za Tatarak (2009).

### Doktoraty honorowe
Uczelnie w Polsce
- Uniwersytet Jagielloński (1989)[227][228]
- Państwowa Wyższa Szkoła Filmowa, Telewizyjna i Teatralna im. Leona Schillera w Łodzi (2000)[229]
- Uniwersytet Łódzki (2002)[230]
- Uniwersytet Gdański (2004)[231][228]
- Uniwersytet Warszawski (2005)[232][228]
- Uniwersytet Pedagogiczny w Krakowie (2014)[233]

Uczelnie zagraniczne
- American University w Waszyngtonie (1981)[234]
- Uniwersytet Boloński (1988)[234]
- Université de Lyon (1995)[234]
- Université Libre de Bruxelles (1995)[228]

### Obywatelstwa honorowe
Otrzymał tytuły honorowego obywatela: Łodzi (1998), Gdyni (2000), Suwałk (2000), Radomia (2001), Wrocławia (2003), Opola (2009), Warszawy (2015), Gdańska (2016) i województwa łódzkiego (2016).

### Pozostałe odznaczenia i wyróżnienia
- Wyróżnienie zespołowe Podkomitetu Literatury i Sztuki Nagrody Państwowej (Sekcja Filmu) za realizację (reżyserię) filmu Pokolenie (1955)[245]
- Nagroda im. Tadeusza Boya-Żeleńskiego (1974)[246],
- Nagroda Państwowa I stopnia (1974)[247]
- Nagroda im. Konrada Swinarskiego – za najwybitniejsze przedstawienie sezonu dla spektaklu Gdy rozum śpi… Antonio Buero Vallejo w Teatrze na Woli (1976)[248],
- Dyplom ministra spraw zagranicznych Polskiej Rzeczypospolitej Ludowej (1976)[249].
- Nagroda Kioto (1987)[250],
- Honorowe członkostwo Amerykańskiej Akademii Sztuk i Nauk (1988)[251],
- Honorowe członkostwo Stowarzyszenia Autorów ZAiKS (1990)[252],
- Honorowe członkostwo Académie des beaux-arts(inne języki) (1994)[253],
- Srebrny Medal „Cracoviae Merenti” (1995)[254],
- Nagroda im. Stanisława Ignacego Witkiewicza przyznana przez Sekcję Krytyków Teatralnych (1995)[140],
- Nagroda im. Konrada Swinarskiego – za reżyserię spektaklu Teatru Telewizji Bigda idzie (2000)[248],
- Cztery Wieki Stołeczności Warszawy (2000),
- Złoty Medal „Zasłużony Kulturze Gloria Artis” (2005)[255],
- Złoty Medal „Opiekun Miejsc Pamięci Narodowej” (2007),
- tytuł Człowieka Roku „Gazety Wyborczej” (2008)[256]
- Nagroda Miasta Krakowa (2011),
- Laureat konkursu Wybitny Polak (2014)[257],
- Medal „Dziękujemy za Wolność” przyznany przez Stowarzyszenie Sieć Solidarności (2014)[258][259],
- Nagroda im. prof. Aleksandra Gieysztora, wraz z Krystyną Zachwatowicz (2016)[260],
- Złoty Medal Honorowy za Zasługi dla Województwa Małopolskiego (2016)[261],
- Medal „Plus ratio quam vis” (2016)[262]
- Nagroda Polskiego PEN Clubu im. Jana Parandowskiego (2016)[263].

Zafascynowany kulturą japońską, a także pragnąc podziękować za Nagrodę Kioto, Andrzej Wajda przyczynił się do powstania w 1994 Muzeum Sztuki i Techniki Japońskiej „Manggha” w Krakowie. Na jego budowę przeznaczył otrzymaną wraz z Nagrodą Kioto nagrodę pieniężną (340 tys. USD).
W 2008 rada Polskiej Fundacji Katyńskiej nadała mu Medal Dnia Pamięci Ofiar Zbrodni Katyńskiej, jednak Andrzej Wajda nie przyjął tego wyróżnienia.

## Upamiętnienie
W 2000 Poczta Polska wydała upamiętniający zdobycie przez reżysera Oscara znaczek pocztowy, który zaprojektował Maciej Buszewicz. W 2009 został patronem gimnazjum w Rudnikach. Jego imieniem nazwano ulice we Wrocławiu i w Suwałkach oraz skwery w Krakowie, Grudziądzu i Warszawie. W 2018 uchwałą Rady m.st. Warszawy utworzono samorządową instytucję kultury pod nazwą „Centrum Kultury Filmowej im. Andrzeja Wajdy” (CKF). W 2020 przed domem Andrzeja Wajdy przy ulicy Śmiałej na warszawskim Żoliborzu, w którym mieszkał przez 43 lata, odsłonięto tablicę pamiątkową zaprojektowaną przez Marka Moderau.
W 2022 ustanowiono Krakowską Nagrodą Filmową Andrzeja Wajdy jako nagrodę konkursu głównego festiwalu Off Camera. W 2025 uchwałą Senatu następny rok ustanowiono Rokiem Andrzeja Wajdy.